# شفيق بك منصور

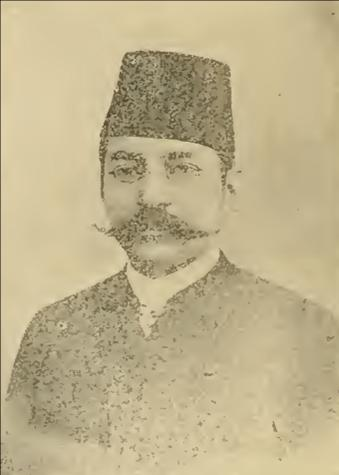
شفيق بك منصور

شفيق بك منصور (مايو 1856 ـ نوفمبر 1890) هو رجل قانون ورياضياتي مصري في النصف الثاني من القرن التاسع عشر.

## حياته
ولد شفيق بك بن منصور باشا يكن بالقاهرة في منتصف مايو 1856م، والتحق بمدرسة المنيل ثم مدرسة العباسية، حيث تلقى اللغتين العربية والفرنسية وفروعهما. وفي سنة 1869، سافر إلى باريس للدراسة بصحبة الأمير حسين باشا كامل (السلطان حسين كامل فيما بعد)، غير أن اندلاع الحرب بين فرنسا وألمانيا تسبب في عودتهما إلى مصر، قبل أن يغادرها ثانية، ولكن إلى سويسرا، حيث التحق بمدارسها وظل فيها نحو ست سنوات دارسًا الرياضيات، ثم توجه إلى باريس دارسًا القانون بمدرسة الحقوق ونال شهادة الليسانسيه سنة 1880.
بعد عودة شفيق بك منصور إلى مصر، شُكلت المحاكم الأهلية سنة 1882، فعينته نظارة الحقانية وكيلًا للنائب العمومي، ثم رأس النيابة العمومية في المحكمة الأهلية الاستئنافية، ثم عُين في أواخر سنة 1888 مستشارًا بالمحكمة الاستئنافية الأهلية. وقد منحه الخديو توفيق الرتبة الثانية، ثم رتبة المتمايز، ثم الوسام المجيدي الثالث.

## مؤلفاته ومترجماته
ألف شفيق بك منصور كتابًا باللغة الفرنسية في تطبيق الرياضات على القوانين، وكتابًا في علم الحساب وآخر في علم الجبر وغيره في حساب التفاضل والتكامل والدروس الحسابية والجبرية والهندسية والقسموغرافية، كما ترجم من التركية إلى العربية «رياض المختار» للغازي مختار باشا، وترجم الجبرتي من العربية إلى الفرنسية، وله غير ذلك عدد من المؤلفات والمقالات العلمية والأدبية.

### قائمة كتبه العلمية:[2]
- تطبيق الرياضيات على علم القوانين (باللغة الفرنسية).
- حساب التفاضل والتكامل (الجزء الأول)
- مختصر علم الحساب.
- مختصر علم الجبر.
- مختصر علم الهندسة.
- مختصر علم الطبيعة.

## وفاته
توفي شفيق بك منصور في منتصف نوفمبر 1890.